# (4245) Nairc
(4245) Nairc es un asteroide perteneciente al cinturón de asteroides, descubierto el 29 de octubre de 1981 por el equipo del Observatorio de la Montaña Púrpura desde el Observatorio de la Montaña Púrpura, Nankín (China).

## Designación y nombre
Designado provisionalmente como 1981 UC10. Fue nombrado Nairc en homenaje a “NAIRC”, acrónimo de Nanjing Astronomical Instrument Research Center, perteneciente a la Academia China de las Ciencias, fundada en 1958.